# Confederación hidrográfica

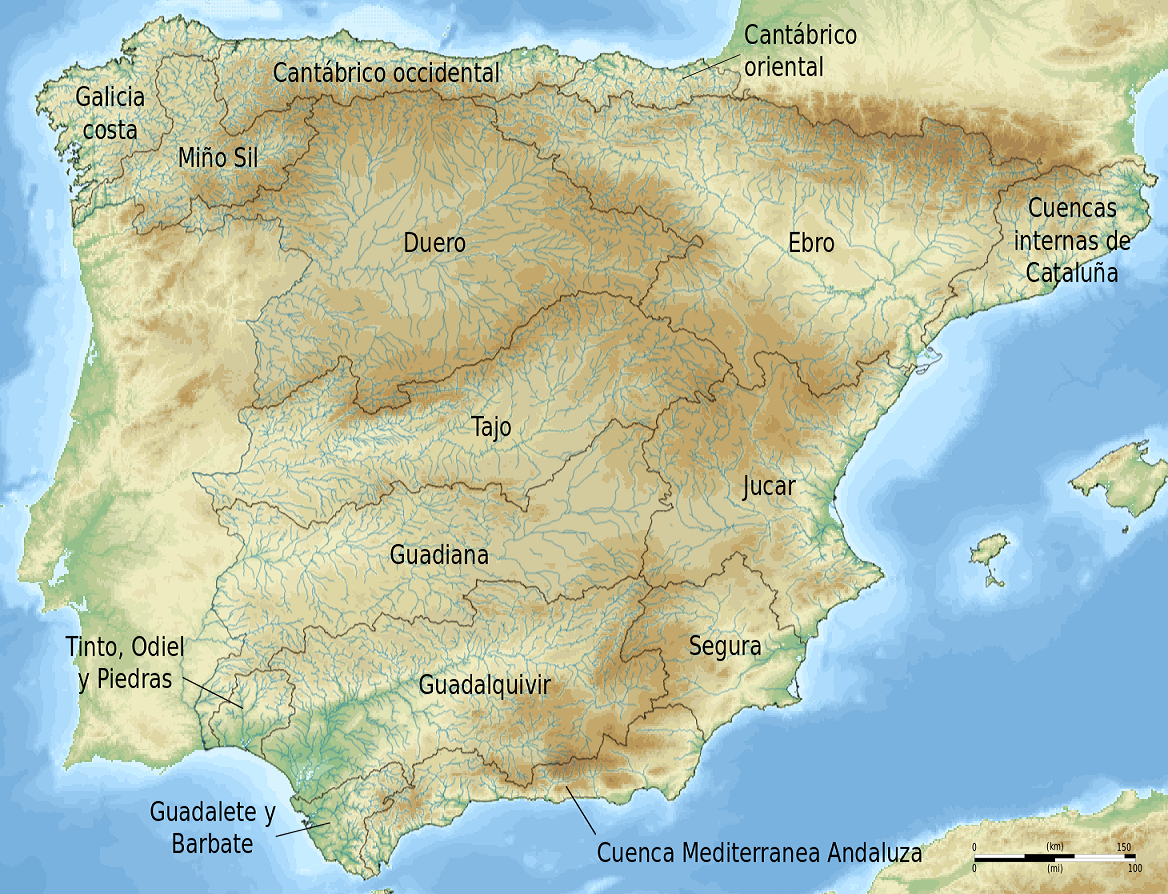
Cuencas hidrográficas de la península ibérica.

Las Confederaciones hidrográficas son entidades de derecho público adscritas al Ministerio para la Transición Ecológica y el Reto Demográfico del gobierno de España como organismo autónomo dependiente de la Secretaría de Estado de Medio Ambiente, cuyas funciones se establecieron por vez primera en el Real Decreto Ley de su constitución en 1926, y que conforme al organigrama ministerial español, la Ley de Organización y Funcionamiento de la Administración General del Estado (Ley 6/1997, de 14 de abril) y la Ley de Aguas de 1985 (con las modificaciones de 1999 y la refundición efectuada en el Real Decreto Legislativo 1/2001), tienen como misión las tareas de planificación hidrológica, gestión de los recursos del dominio público hidráulico en razón de la cuenca en donde se encuentren, la concesión de derechos de explotación de los recursos acuíferos, la construcción y planeamiento de infraestructuras hidráulicas y la gestión medioambiental de su zona, con especial atención a la preservación de los recursos y a la calidad del agua.

## Estructura
Según la estructura ministerial en 2008, las confederaciones existentes son:
- Confederación Hidrográfica del Cantábrico
- Confederación Hidrográfica del Duero
- Confederación Hidrográfica del Ebro
- Confederación Hidrográfica del Guadalquivir
- Confederación Hidrográfica del Guadiana
- Confederación Hidrográfica del Júcar
- Confederación Hidrográfica del Miño-Sil
- Confederación Hidrográfica del Segura
- Confederación Hidrográfica del Tajo